# Eurodòlar
L'eurodòlar (en anglès Eurodollar) és un tipus d'eurodivisa consistent en tots els dòlars americans dipositats en comptes bancaris fora dels Estats Units, ja sigui a Europa o a qualsevol altre continent del món, així com els dipositats a l'interior dels Estats Units però en un International Banking Facility per ciutadans o companyies estrangeres. En aquest cas el prefix "euro-" es refereix al fet que la divisa està a l'estranger -fora de la jurisdicció de l'autoritat monetària emissora-, i així també es parla d'euroiens, d'eurolliures, i en general d'eurodivises encara que no tinguin cap relació amb Europa; l'adopció de la moneda euro a Europa donà el cas que inclús es parli d'«euroeuros» per a referir-se a dipòsits en euros a l'estranger. El mateix principi i raó etimològica hi ha darrere la denominació dels Eurobonds.
La seva denominació rau en el fet que, inicialment i tot just després de la Segona Guerra Mundial, Europa era la zona econòmica on hi havia més grans dipòsits de dòlars americans, de manera que aquests dòlars dipositats a Europa començaren a denominar-se «Eurodollar». Actualment aquesta denominació es manté per a referir-se als grans dipòsits en aquesta divisa a l'exterior, per bé que Europa -i en concret Londres- continua sent el principal dipositari de dòlars fora del seu país d'origen. Els eurodòlars són emprats en el comerç internacional i en els mercats de valors perquè aquests es troben fora de la jurisdicció de la Reserva Federal dels Estats Units, i la SEC en el cas dels valors financers denominats en dòlars -p. ex. bons en eurodòlars-. Exportant dipòsits americans en dòlars a l'exterior en forma d'eurodòlar, aquests dipòsits estan subjectes a una menor regulació per part de les autoritats monetàries nord-americanes.
El dòlar americà no és l'única divisa que és dipositada a bastament a l'exterior del seu país d'origen per a minimitzar els costos regulatius; també hi ha les eurolliures -dipòsits denominats en lliures esterlines fora de la seva zona jurisdiccional-, i els euroiens -dipòsits denominats en iens-, generalitzant-se l'expressió eurodivisa per a qualsevol divisa dipositada a l'estranger.